# Raging Bull (Six Flags Great America)
Raging Bull in Six Flags Great America (Gurnee, Illinois) ist eine Stahlachterbahn vom Modell Hyper Coaster des Herstellers Bolliger & Mabillard, die am 1. Mai 1999 eröffnet wurde.
Sie ist 61,6 m hoch, erreicht eine Höchstgeschwindigkeit von 117,5 km/h und ist mit einer Länge von 1541,4 m die längste Achterbahn des Parks. Ebenso ist sie Nordamerikas erste Achterbahn der Kategorie Hyper-Twister.
Der Name Raging Bull bezieht sich auf ein wildes Ungeheuer, das die Einwohner des alten Southwest Territory terrorisierte.
Die von B&M hergestellten Hyper Coaster haben vom Grundsatz her immer eine Streckenführung vom Typ „Out-&-Back“, was bedeutet, dass sich die Züge auf einer annähernd geraden Strecke von einem Punkt entfernen, dann umdrehen und wieder zum Ausgangspunkt zurückkehren. Raging Bull ist die einzige Bahn, auf die dies nicht zutrifft.
Im Jahre 2008 erhielt die Bahn einen neuen Anstrich.

## Züge
Raging Bull besitzt drei Züge mit jeweils neun Wagen. In jedem Wagen können vier Personen (eine Reihe) Platz nehmen. Die Fahrgäste müssen mindestens 1,37 m groß sein, um mitfahren zu dürfen. Als Rückhaltesystem kommen Schoßbügel zum Einsatz.